# Ceneri di vendetta
Ceneri di vendetta (Ashes of Vengeance) è un film muto del 1923 diretto da Frank Lloyd. La sceneggiatura si basa sul romanzo Ashes of Vengeance, a Romance of Old France di H. B. Somerville pubblicato a New York nel 1914.

## Trama
Nella Francia del sedicesimo secolo, al tempo delle persecuzioni contro gli Ugonotti, il conte de la Roche risparmia la vita a Rupert de Vrieac, un nobile ugonotto, ma dopo averlo catturato lo riduce in servitù. Rupert, al castello del suo padrone, incontra e si innamora di Yolande, la sorella del conte, la quale lo tratta con freddezza. Yolande si ricrede su Rupert quando lo spregevole duca de Tours tenta di violarla minacciando di torturare l'ugonotto. Gli uomini di Rupert arrivano in tempo per salvare l'aristocratico, uccidendo Lupi, il boia. In seguito a un duello tra Rupert e de Tours, il duca muore e Yolande convince il fratello a lasciar libero l'uomo di cui si è innamorata anche lei.

## Produzione
La lavorazione del film, prodotto dalla Norma Talmadge Film Corporation, iniziò alla fine di aprile 1923. Il soggetto, ambientato all'epoca della persecuzione degli Ugonotti in Francia, è ricco di scene d'azione, con Ralph Faulkner coreografo dei duelli e dei combattimenti e con Fred Cavens maestro d'arme per i duelli.

## Distribuzione
Il copyright del film, richiesto da Joseph M. Schenck, fu registrato il 30 agosto 1923 con il numero LP19346.
Il 6 agosto, il film fu presentato in prima a New York per essere poi proiettato anche a Chicago il 2 settembre. Distribuito dalla Associated First National Pictures, il film uscì nelle sale il 1º ottobre 1923. In Italia, distribuito dalla First National, uscì in una versione di 2.629 metri con il visto di censura 20230 del dicembre 1924.

### Conservazione
Copie delle pellicole (positivo in 35 mm) sono conservate negli archivi della Library of Congress di Washington, in quelli dell'International Museum of Photography and Film at George Eastman House di Rochester e nella Raymond Rohauer collection (Cohen Media Group).